# Hendrik Willem Lenstra
Hendrik Willem Lenstra Jr. (Zaandam, 16 de abril de 1949) é um matemático neerlandês.

## Biografia
Lenstra obteve um doutorado na Universidade de Amsterdã em 1977, onde tornou-se professor em 1978. Em 1987 foi apontado como professor da Universidade da Califórnia em Berkeley; a partir de 1998 dividiu seu tempo entre Berkeley e a Universidade de Leiden até 2003, quando retirou-se de Berkeley para assumir em tempo integral em Leiden.
Lenstra trabalhou principalmente em teoria computacional dos números, sendo conhecido como o descobridor da factorização de curva elíptica de Lenstra e co-descobridor do algoritmo LLL. Também denominado em seu nome é a heurística de Cohen-Lenstra, um conjunto de conjecturas precisas sobre a estrutura do grupo de classes do ideal de corpos quadráticos.
Foi palestrante convidado do Congresso Internacional de Matemáticos em Berkeley (1986).
Três de seus irmãos são também matemáticos, Arjen Lenstra, Andries Lenstra e Jan Karel Lenstra. Jan Karel Lenstra é ex-diretor do Centrum Wiskunde & Informatica (CWI). Hendrik Lenstra foi diretor do Comitê de Programação do Congresso Internacional de Matemáticos em 2010.

## Prêmios e honrarias
Em 1984 Lenstra tornou-se membro da Academia Real das Artes e Ciências dos Países Baixos. Recebeu o Prêmio Fulkerson de 1985 por suas pesquisas usando a geometria dos números para resolver programações inteiras com poucas variáveis em tempo polinomial no número de restrições. Recebeu o Prêmio Spinoza de 1998, e em 24 de abril de 2009 foi cavaleiro da Ordem do Leão Neerlandês. Em 2009 apresentou uma Gauß-Vorlesung da Associação dos Matemáticos da Alemanha. Em 2012 tornou-se fellow American Mathematical Society.

## Publicações
- Euclidean Number Fields. Parts 1-3, Mathematical Intelligencer 1980
- Factoring integers with elliptic curves. Annals of Mathematics, vol. 126, 1987, pp. 649–673
- com A. K. Lenstra: Algorithms in Number Theory. pp. 673–716, In Jan van Leeuwen (ed.): Handbook of Theoretical Computer Science, Vol. A: Algorithms and Complexity. Elsevier and MIT Press 1990, ISBN 0-444-88071-2, ISBN 0-262-22038-5.
- Algorithms in Algebraic Number Theory. Bulletin AMS, vol. 26, 1992, pp. 211–244.
- Primality testing algorithms. Séminaire Bourbaki 1981.
- com Stevenhagen: Artin reciprocity and Mersenne Primes. Nieuw Archief for Wiskunde 2000.
- com Stevenhagen: Chebotarev and his density theorem. Mathematical Intelligencer 1992 (Online at Lenstra's Homepage).
- Profinite Fibonacci Numbers, December 2005, PDF